# Zététique en droit
En droit, la zététique est une approche de l'interprétation des normes qui remet en doute les principes et les présupposés de l'ordre juridique en question. Elle s'oppose ainsi à la dogmatique juridique, vue comme une forme de théologie, et se rapproche de l'anthropologie juridique. Cette vision du travail du juriste, inspirée des idées de Theodor Viehweg, est particulière au post-positivisme juridique brésilien,.